# Waldbrücke

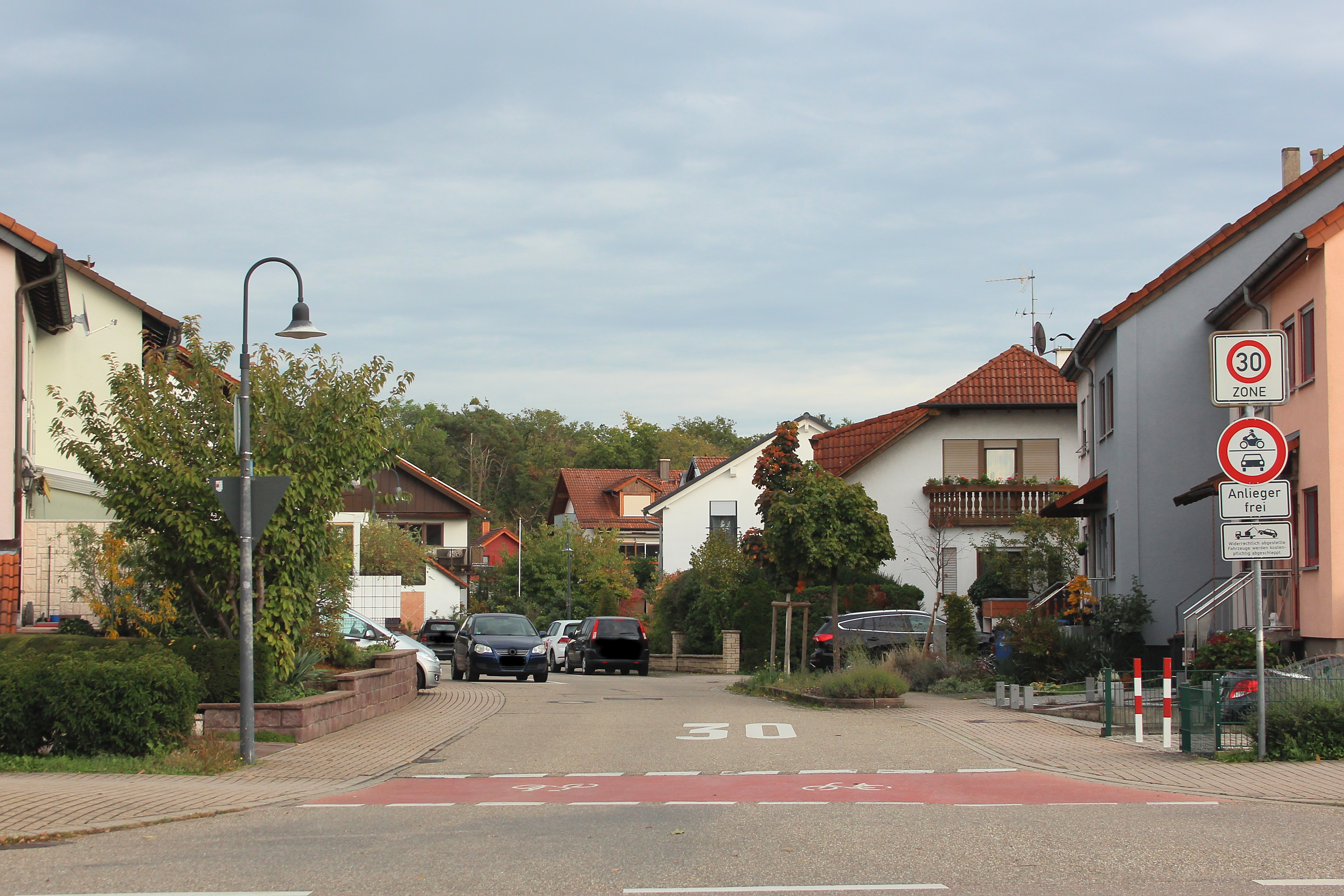
Waldbrücke

Waldbrücke ist ein Ortsteil der Gemeinde Weingarten (Baden). Mit rund 1000 Einwohnern ist es eine vom Hauptort durch Ackerland und eine Bahnlinie deutlich getrennte Siedlung.

## Geschichte
Nach Kriegsende kamen Vertriebene aus Siebenbürgen nach Weingarten. Ihnen wurde die Möglichkeit eingeräumt, im Wald nahe Weingarten eine neue Siedlung zu errichten. Der „alte“ Teil von Waldbrücke wird durch diese Gebäude noch sehr stark geprägt. Die Siedlung wurde sukzessive nach Osten erweitert, mit einer letzten größeren Bauphase Ende der 1980er Jahre wurde östlich der Kreisstraße und des Weingarter Bachs ein vorläufiger Abschluss erreicht.

## Sportflächen
Im Westen der Siedlung befinden sich mehrere Tennisplätze und ein Fußballplatz. Im Süden befindet sich der Reitplatz des Reit.- Fahr und Zuchtverein Weingarten e.V. Für die künftige Entwicklung ist vorgesehen, die existierenden Sportfelder im südöstlichen Teil aufzulösen und in Baugrundstücke aufzuteilen.
Nordöstlich im Wald, zwischen der Siedlung und dem Baggersee Weingarten, liegt ein modernes Outdoor Gym (früher als Trimm-Dich-Pfad bezeichnet).